# Centraal Station (lied)
Centraal Station is een lied van de Nederlandse zanger Antoon in samenwerking met rapper Bilal Wahib. Het werd in 2022 als single uitgebracht en stond in hetzelfde jaar op de ep Olivia van Antoon. In 2023 stond het als vijfde track op het album Engel van Antoon.

## Achtergrond
Centraal Station is geschreven door Valentijn Verkerk, Brahim Fouradi, Kevin Bosch, Bilal Wahib en Carlos Vrolijk en geproduceerd door Antoon en Project Money. Het is een lied uit de genres nederpop en nederhop. In het lied zingen en rappen de liedvertellers over een meisje dat ze hebben ontmoet op een centraal station (welke wordt niet beschreven). De liedverteller krijgt haar niet meer uit zijn hoofd en gaat terug naar het station, en blijft daar wachten, hopend dat ze weer terugkomt. Het is de eerste keer dat de twee artiesten samenwerken. 
Het lied werd uitgebracht als onderdeel van de ep Olivia, waar naast Centraal Station ook de nummers Olivia (Antoon) en Remedy (Antoon met Josylvio) op staan. De single heeft in Nederland de gouden status.

## Hitnoteringen
De artiesten hadden verschillend succes met het lied in de Nederlandse hitlijsten. In de Single Top 100 piekte het op de twaalfde plaats en stond het veertien weken in de lijst. De Top 40 werd niet bereikt; het lied bleef steken op de dertiende plaats van de Tipparade.